# Andy Ogles
William Andrew Ogles IV (født 18. juni 1971) er en amerikansk politiker og forretningsmand, der har været medlem af Repræsentanternes Hus i USA, valgt i Tennessees 5. kongresdistrikt for det republikanske parti siden 2023. Han var tidligere borgmester i Maury County, Tennessee fra 2018 til 2022.
Ogles har tidligere arbejdet som en konservativ aktivist og været administrerende direktør for Laffer Center, en tænketank, der støtter udbudsøkonomi og det frie marked, og Tennessee-afdelingen af den konservative interessegruppe Americans for Prosperity.
Ogles har indtaget stærkt konservative holdninger og er af medier blevet beskrevet som værende på den yderste til højrefløj i det politiske spektrum. Han er modstander af abort og ægteskab mellem personer af samme køn. Under forsøgene på at omstøde det amerikanske præsidentvalg i 2020 hævdede Ogles fejlagtigt, at det var stjålet, og var et af de oprindelige 19 kongresmedlemmer, der stemte imod Kevin McCarthy som formand for Repræsentanternes Hus.